# Christoph Heinrich Reusch
Christoph Heinrich Reusch (* 25. Oktober 1783 in Neuwied; † 12. Juni 1866 ebenda) war ein deutscher Industrieller (Neuwieder Cichorienfabrik – „Neuwieder Pfau-Kaffee“).

## Leben

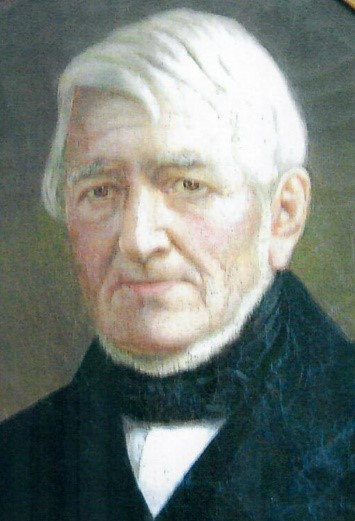
Christoph Heinrich Reusch

Christoph Heinrich Reusch, Sohn des Tischlermeisters Anton Reusch (1740–1821) aus der Roentgen´schen Schule und seiner Frau Johanna Wilhelmine Reichardt (1794–1876), absolvierte eine Tischlerlehre bei seinem Vater, wollte aber zunächst Architekt werden. Mit seinem ersparten Geld ging er zum Studium nach Braunschweig. Dort studierte er Architektur, wo er im architektonischen und Planzeichnen, unter der Leitung des Lehrers Kaut (an dem Institut Karolina) große Fortschritte machte, dass ihm schon bald die Aussicht an der Handwerker-Zeichenschule anvertraut werden konnte.
Es gingen ihm aber die Geldmittel, um sein Studium weiterzuführen, bald zu Ende und so blieb ihm nichts anderes übrig, als wieder zum alten Erwerbszweige zu greifen. 

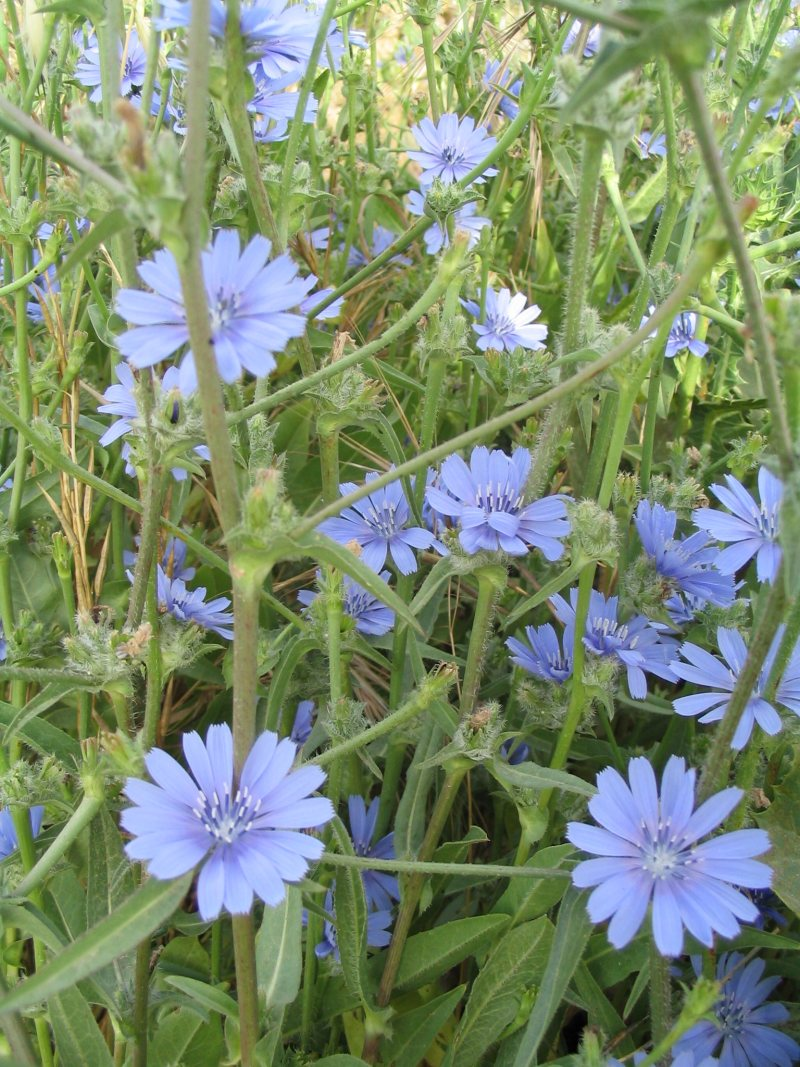
Gemeine Wegwarte (Cichorium pumilum)

In Braunschweig hatte Reusch inzwischen Gelegenheit, einige große industrielle Unternehmungen, unter anderen auch eine große Cichorienfabrik, bzw. den Anbau und die Verarbeitung von Cichorie genau kennen zu lernen. Und da infolge der Kontinentalsperre von 1806 war der Import von echtem „Bohnenkaffee“ praktisch unmöglich geworden war und es kaum echten Bohnenkaffee gab, war also eine Alternative gefragt. Da dieser Industriezweig am Rhein nirgends vertreten war, kam er auf den Gedanken, in Neuwied eine „Cichorienfabrik“ zu begründen.
So kam Christoph Reusch 1806 von Braunschweig wieder nach Neuwied zurück und konnte unter Bürgschaft seines Vaters bald ein Darlehen von 300 Gulden aufnehmen. Mit dieser kleine Summe konnte er nun mit der Cichorienfabrikation beginnen. Auch sein Schwiegervater Clemenz Abraham Reinhard schloss sich bald darauf diesem Gewerbe an.
Da am Rhein die Landwirtschaft aber keine Kenntnisse von der Kultur der Cichorienwurzel hatte, pachtete Reusch einige Morgen Ackerland und bestellte diesen selbst mit den aus Braunschweig mitgebrachten Cichoriensamen.
Nach der Wurzelernte im Herbst 1807, konnte mit der Fabrikation begonnen werden. Die Qualität der erzielten Ware war vorzüglich und fand sehr raschen und guten Absatz.
Aus dem erzielten Gewinn konnte im folgenden Jahre schon eine größere Quantität von Cichorienwurzeln gezogen und verarbeitet werden und so nahm das Geschäft von Jahr zu Jahr zu. Fortwährend wurden Felder gepachtet oder angekauft, um Rohmaterial zu erhalten.
Christoph Reusch überzeugte die Landwirte Neuwieds und der Umgegend zum Anbau der Cichorienwurzel. Da das Rohprodukt nun in hinreichender Quantität vorhanden war, konnte er in den Jahren 1818 bis 1823 eine große Fabrik errichten.
Reusch hatte den koffeinfreien „Muckefuck“ („Caro-Kaffee“) entwickelt. Die auch als „Gemeine Wegwarte“ bekannte Pflanze lieferte den Grundstoff für diesen Kaffee-Ersatz. Er überzeugte die Neuwieder Bauern vom Anbau der Pflanze und brachte seinen „Neuwieder Pfau-Kaffee“ auf den Markt – und hatte damit vollen Erfolg.
Im Jahre 1807 begann Reusch unter beengten Verhältnissen und gründete in Neuwied zunächst eine kleine „Cichorienfabrik“, die als „Älteste Neuwieder Gesundheits-Kaffee-Fabrik“ die Marken „Neuwieder Pfau-Kaffee“ und „Reusch-Kaffee“ herstellte. In der Folge entstand eine regelrechte Neuwieder Zichorien-Industrie. Seit Christoph Heinrich Reusch damit begann, südlich der Stadt Zichorien anzubauen, erhielt die allmähliche Industrialisierung Neuwieds einen Schub. 

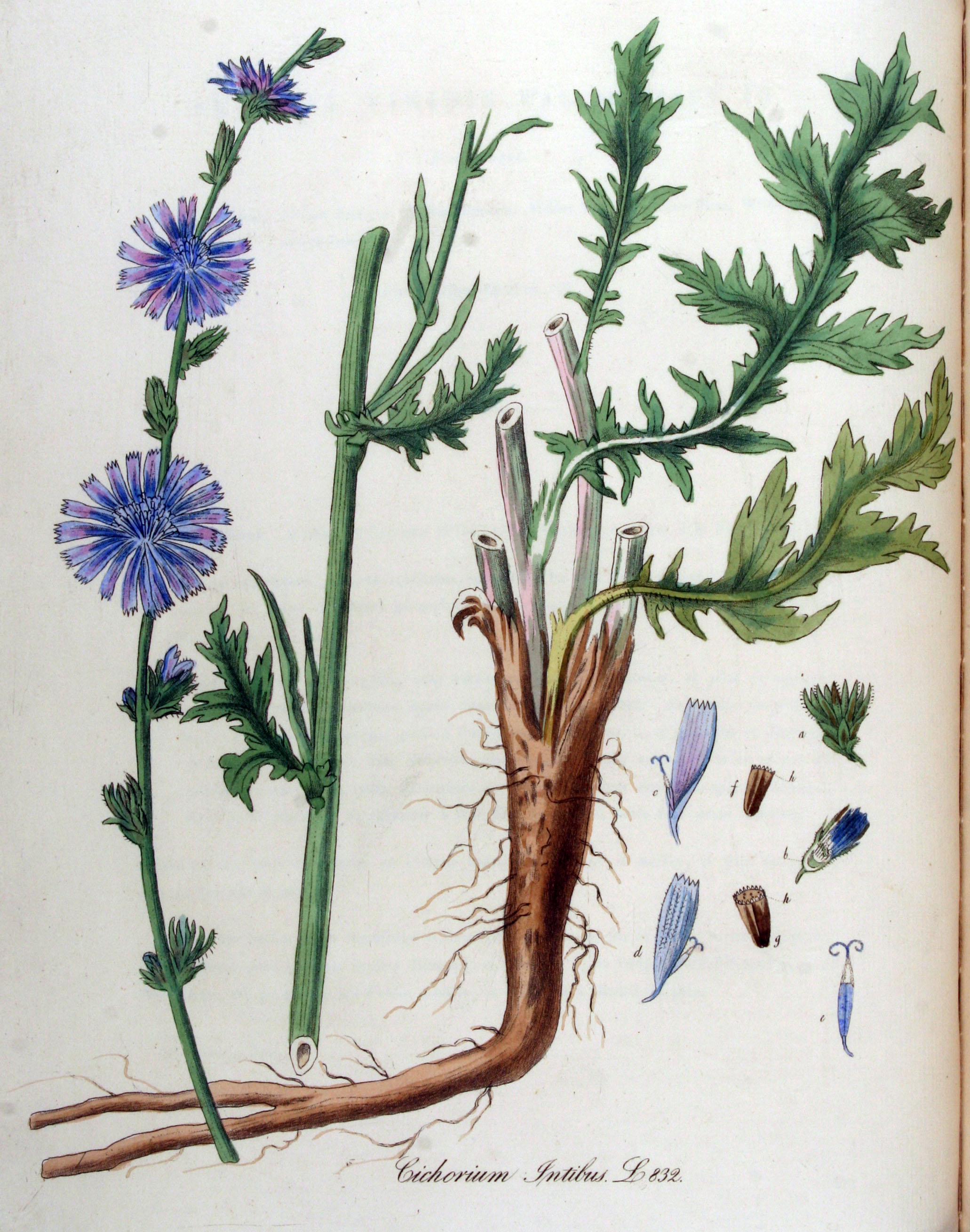
Cichorium intibus

Jährlich wurde die Zichorienfabrik mit frischen Zichorienrüben beliefert, die zu einem Kaffeeersatz verarbeitet wurden, bei dessen Herstellung Extrakte der Zichorienwurzeln wegen ihres bitteren, kaffeeähnlichen Geschmacks Verwendung finden. Das Produkt wurde unter dem Namen „Neuwieder Pfau-Kaffee“ im ganzen Rheinland zu einem großen Erfolg und genoss auch darüber hinaus einen guten Ruf.
Die Qualität war so ansprechend, dass zwischen 1818 und 1823 eine große Fabrik – und in der Folge eine regelrechte Neuwieder Zichorien-Industrie entstand. Der Bedarf stark anstieg, entstanden infolgedessen zwischen 1820 und 1880 auch weitere Fabriken in Neuwied (z. B. die von Clemens Reichard). Da die zu erzielenden Preise deutlich über denen anderer landwirtschaftlicher Produkte lagen, beteiligten sich die Bauern in sehr hohem Maße. Manche Ortschaft hatte ihren Wohlstand vorzüglich diesem neuen Industriezweige zu danken.
Auch nach dem Ende der Kontinentalsperre 1813 behielt der Zichorieanbau und dessen Verarbeitung in Neuwied seine Bedeutung, da Kaffee bis weit in die zweite Hälfte des 19. Jahrhunderts für viele Menschen unerschwinglich blieb. Die sogenannten „Malz-Kaffees“ Kathreiner, Lindes und Caro (auch Mucke Fuck genannt) enthalten auch heute noch den Grundstoff der Chichorie.
In den Jahren 1850 bis 1907 wurde die Geschichte der Gemeinde Kruft durch den Neuwieder Fabrikanten Christoph Heinrich Reusch und dessen Sohn Julius geprägt. 1850 erwarb Reusch eine der zwei Krufter Getreidemühlen. Die zweihundert Meter außerhalb des Dorfes liegende Lochsmühle mit Bauernhof erweiterte er in den Jahren 1860 bis 1870 um ein Herrenhaus (Villa Reusch) und um eine auch nachts erleuchtete Parkanlage mit Grotten, Tunneln und Springbrunnen. Um 1880 war Gut Idylle landesweit bereits so bekannt, dass es erstmals in der Broschüre „Führer zum Laacher See“ Erwähnung fand und auf der gezeichneten Karte als Sehenswürdigkeit eingetragen war. Heute ist Gut Idylle eines von 156 in Deutschland namentlich gelisteten Gütern (eins von zweien in Rheinland-Pfalz). 
August Heinrich Hoffmann genannt von Fallersleben (u. a. Dichter des Deutschlandlieds) verband mit Julius Reusch seit gemeinsamer Studienzeit eine herzliche Freundschaft. Seit Mitte der 1860er Jahre war er häufig auf dessen Ländereien und im Herrenhaus zu Gast. Er war Namensgeber von „Gut Idylle“. In der Neuwieder bzw. Krufter Zeit von Hoffmann von Fallersleben entstanden seine berühmten Kinderlied-Texte wie „Alle Vögel sind schon da“ „Kuckuck, Kuckuck, ruft’s aus dem Wald“, „Ein Männlein steht im Walde“, „Summ, summ, summ, Bienchen, summ herum“, „Winter, ade! Scheiden tut weh“, „Der Kuckuck und der Esel“, „Auf unsrer Wiese gehet was“ oder „Morgen kommt der Weihnachtsmann“. 
Nach dem Tode von Julius Reusch verkaufte seine Schwester Ida das Gut Idylle für eine Million Mark an die später in Tuffstein und Basalt-Lava AG (in zunächst TUBAG und später in Sievert umbenannte Firma), die Ende der 1920er Jahre ihren Firmensitz in die repräsentative Villa Reusch verlegte.
Im Jahre 1884 hatte Christoph Reusch die Firma an seinen Sohn Julius Reusch (1827–1905) übertragen. Zwei Jahre später starb Christoph Heinrich Reusch im Alter von 83 Jahren und wurde auf dem heute denkmalgeschützten Neuwieder „Alten Friedhof“ an der Julius-Remy-Straße beigesetzt.